# Benzin
Benzin (títol original en alemany, en català Benzina) és una obra dramaticomusical en  actes composta  per Emil Nikolaus von Reznicek sobre un llibret en alemany del mateix compositor, basat en El mayor encanto, amor de Pedro Calderón de la Barca. Es va estrenar el 28 de novembre de 2010 al Theater Chemnitz de Chemnitz.